# Isophlebioptera

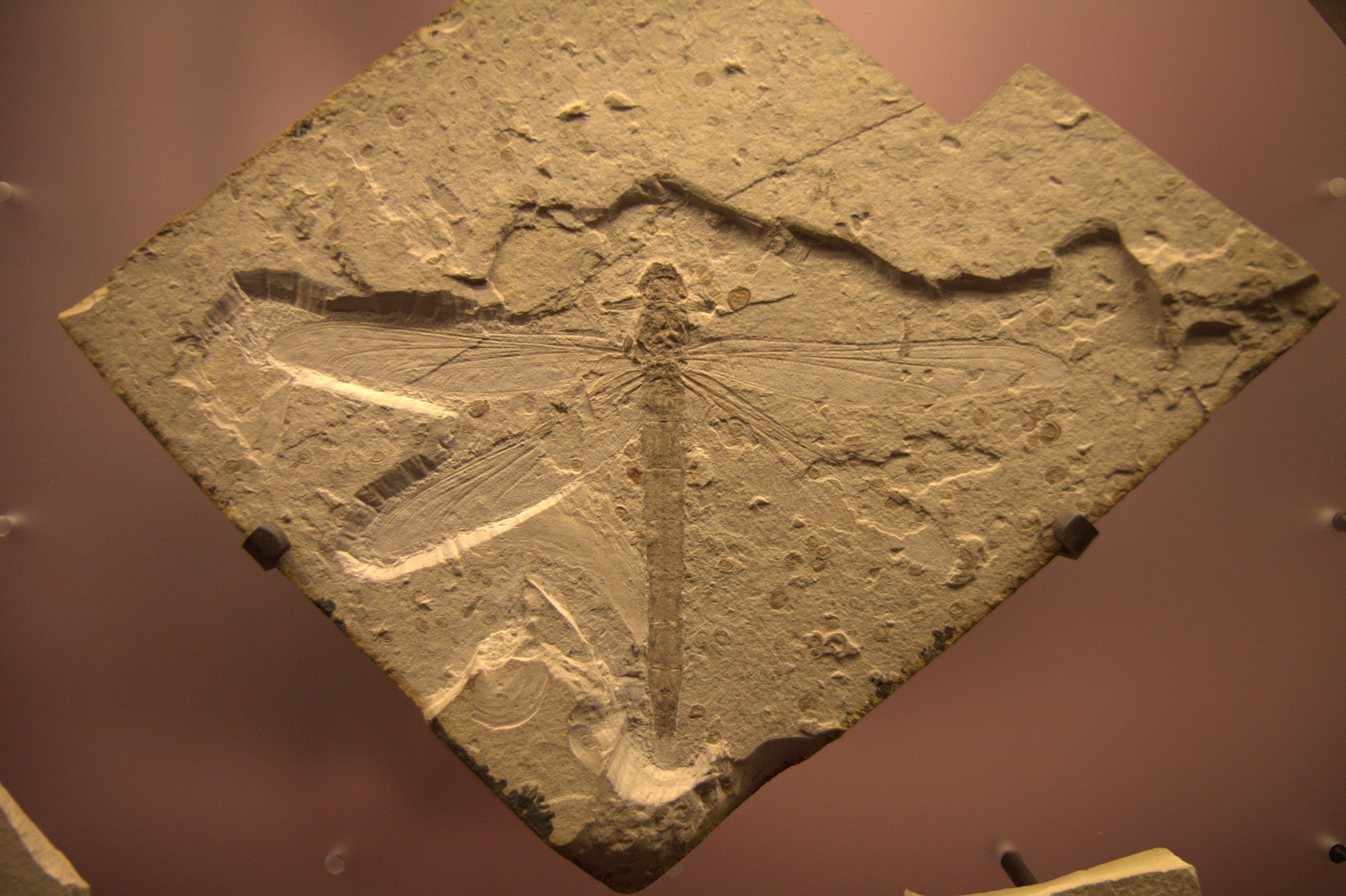
Bellabrunetia

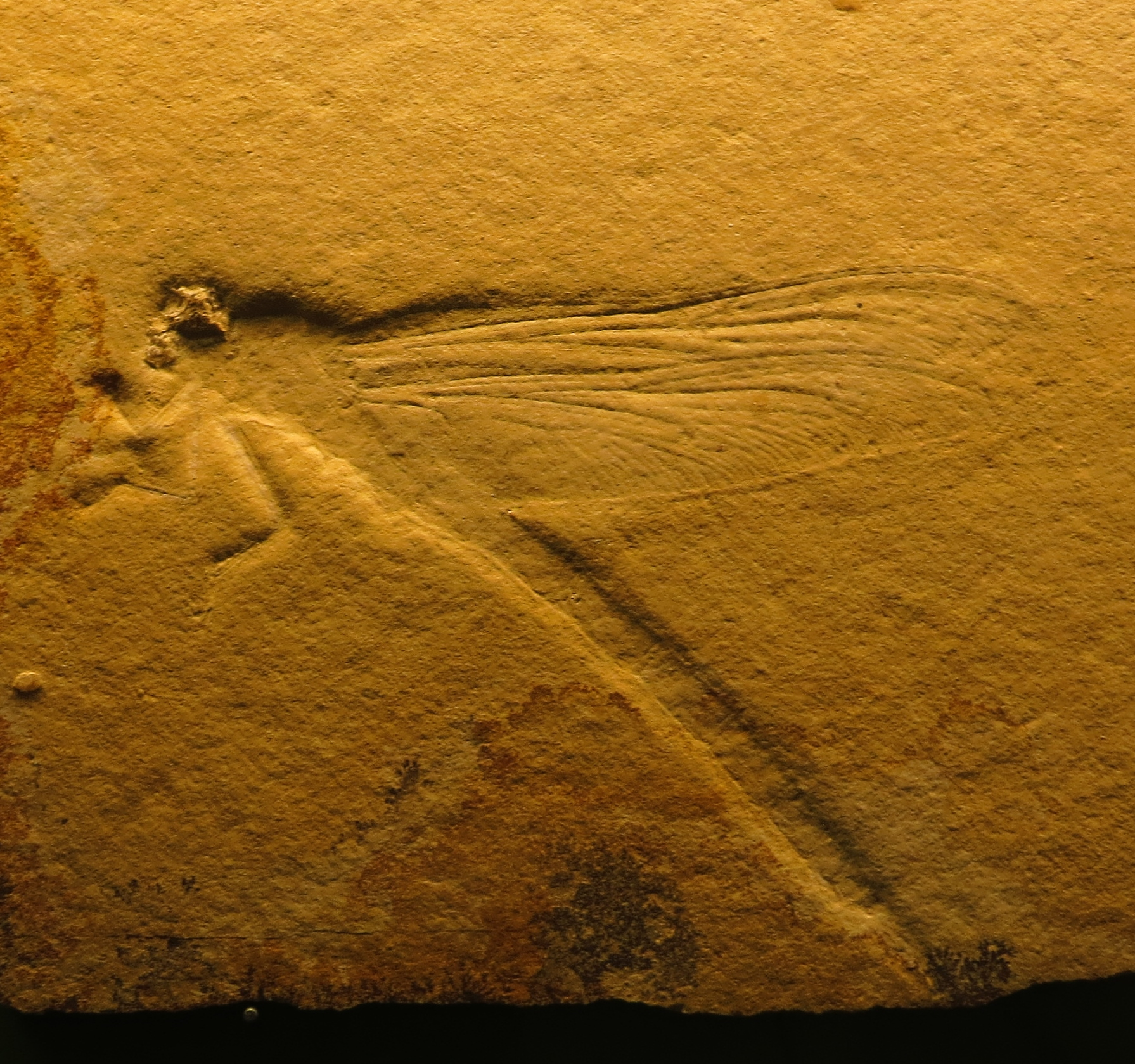
Anisophlebia helle

Isophlebioptera – wymarły takson owadów z rzędu ważek i podrzędu Epiprocta.
Zapis kopalny tych ważek rozciąga się od triasu do eocenu, przy czym z triasu znane są tylko Triassolestoidea, a z eocenu tylko Pseudostenolestidae, reszta taksonów znana jest z jury i kredy.

## Morfologia
Podobnie jak inne Epiprocta ważki te cechowały się stosunkowo silnej budowy tułowiem i odwłokiem oraz wypukłym ciemieniem z trzema przyoczkami. Brzegi kostalne skrzydeł nie były wcięte na wysokości nodulusów. Ich poznane cechy charakterystyczne dotyczą wyłącznie użyłkowania skrzydeł. Przestrzeń pomiędzy żyłką radialną tylną 3/4 a żyłką medialną przednią była wyraźnie rozszerzona i poprzecinana wtórnymi odnogami tej pierwszej, która to miała przebieg niemal równoległy do żyłki interradialnej drugiej. Między żyłkami medialnymi przednią i tylną leżała bardzo wąska przestrzeń postdyskoidalna – cechę tę wykształciły niezależnie Erichschmidtiidae. Typowo w przestrzeni tej mieścił się tylko jeden szereg komórek. Przestrzeń między żyłką medialna tylną a przednią gałęzią żyłki kubitalnej przedniej była silnie rozszerzona wskutek skrócenia tej drugiej. W pierwotnym planie budowy występował całkowity zanik antenodalnych żyłek poprzecznych między krawędzią kostalną a żyłką subkostalną tylną leżących za drugim sklerytem aksillarnym – żyłki te powracają jednak u niektórych rodzajów. W skrzydle tylnym występowała powiększona komórka subdyskoidalna z uwypukloną krawędzią zewnętrzną, a żyłka analna przednia na przecięciu z żyłką kubitalną tylną silnie zakrzywiała się ku tylnej krawędzi skrzydła i formowała nibypętlę analną. 

## Taksonomia
Takson ten wprowadzony został w 1996 roku przez Güntera Bechly’ego. Jego systematyka do poziomu rodziny według pracy Bechly’ego z 2007 roku z późniejszymi modyfikacjami przedstawia się następująco:
- Eosagrionidae[5]
- Euthemistidae
- Parazygoptera
  - Sphenophlebiidae
  - Euparazygoptera
    - Asiopteridae
    - Triassolestoidea
      - Cyclothemistidae
      - Triassolestidae
- Isophlebiida
  - Isophlebioidea
    - Campterophlebiidae
    - Isophlebiidae

  - Liadotypidae
- Paragonophlebiidae[6]
- Pseudostenolestidae[2]
- Selenothemistidae

Zaliczane do Isophlebioptera w systemie Bechly’ego z 2007 roku były także Archithemistidae, które obecnie umieszcza się wśród Heterophlebioidea.